# アクネ

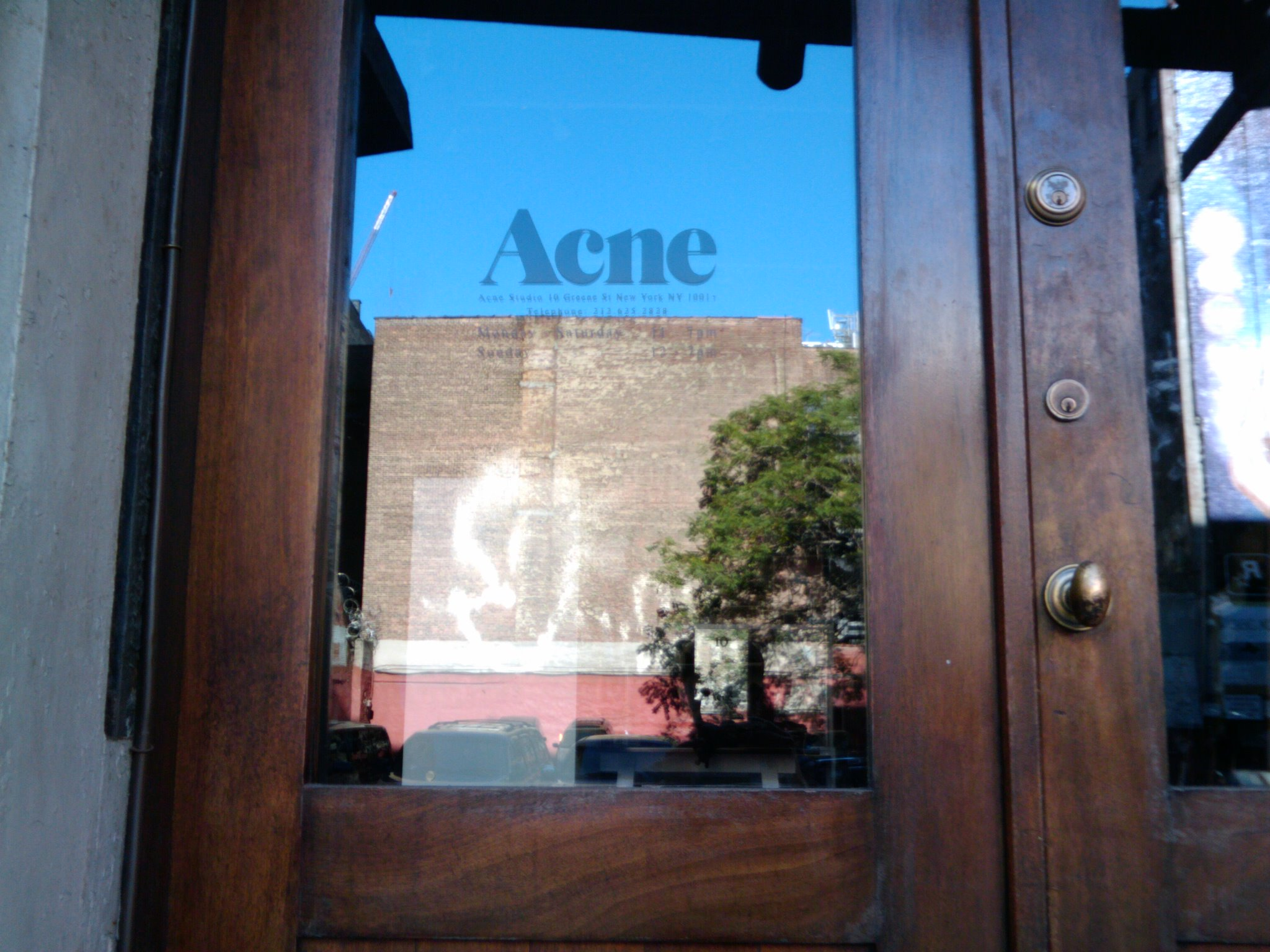
アクネの実店舗

「ACNE」（アクネ）は、スウェーデン発のファッションブランド。スウェーデンのファッションハウス「ACNE STUDIOS（アクネ ストゥディオズ）」がその事業主体となっている。1996年のスウェーデンにブランド支援事業を企図したクリエイティブ集団「アクネ」が発足、その一員であったジョニー・ヨハンソンが創立したジーンズのブランド「アクネ・ジーンズ」を直接の起源とし、2008年をもって“アクネ”に改称、ジーンズなどのカジュアルウェアをはじめ、子供服、下着、ならびにセカンドラインなど様々な事業を展開している。

## 来歴
クリエイティブディレクターのジョニー・ヨハンセンらがスウェーデンのストックホルムで1996年に設立。以後、雑誌『アクネペーパー』の発行などを行う出版部門を同時に備えつつ、本拠地にあたるストックホルムのほか、米国・ニューヨーク、イギリス・ロンドン、およびフランス・パリなどに旗艦店を構え、女性用品、男性用品、子供服、ならびに靴などの諸製品を50か国以上の国々で販売してきた。2014年には創業以来初となるロゴの変更を実施している。
「アクネ」の名前の由来は、"Ambition to Create Novel Expression"（革新的な表現を生み出す野望）の頭文字を取ったものと言われている。。

## 国際展開
2012年の暮れには、日本の東京・南青山にアジア地域初となる旗艦店「ACNE STUDIOS AOYAMA」をオープンさせている。トゥモローランドとの合弁による店舗展開で、以後数年間を通して実施してゆく日本全国各地への出店を見据えての“本格上陸”となった。翌2013年には日本国内第2号店にあたる路面店を大阪・心斎橋に出店、パリや米国・ロサンゼルスにも新たな店舗を設置。2014年には日本の「ZOZOVILLA」にオンラインショップを出店するなどしている。